# Depoe Bay
Depoe Bay es una ciudad ubicada en el condado de Lincoln en el estado estadounidense de Oregón. En el año 2000 tenía una población de 1,174 habitantes y una densidad poblacional de 252 personas por km².

## Geografía
Depoe Bay se encuentra ubicada en las coordenadas 44°48′26″N 124°3′44″O / 44.80722, -124.06222.

## Demografía
Según la Oficina del Censo en 2000 los ingresos medios por hogar en la localidad eran de $35,417 y los ingresos medios por familia eran $43,967. Los hombres tenían unos ingresos medios de $28,750 frente a los $25,469 para las mujeres. La renta per cápita para la localidad era de $24,994. Alrededor del 8% de la población estaban por debajo del umbral de pobreza.